# Комишанська наука
Комишанська наука — це найстарша кобзарська наука, створена навколо села Комишня, недалеко від Зінькова приблизно 1775 року. Згодом від неї пішла Зіньківська наука і, можливо, Миргородська.

## Науки в кобзарстві
В автентичному кобзарстві відомі три науки:
- Зіньківська,
- Миргородська
- Комишанська.

Представники Комишанської науки:
- Іван Кравчено-Касьян
- Іван Хмельицький
- Афанасій (з Комишні, Миргородського п.) Згадує його Горленко в 1882 р.

Крім «Зіньківської науки», та «Миргородської науки» П. Мартинович розказував Сластіонові що існувала ще так звана «Комишанська наука».
У I-чверті XVII ст. Комишня Миргородської волості була вже значним поселенням, ми бачимо її зображеною на карті Боплана. Перша письмова згадка про селище відноситься до 1618 року. У 1630 році тут містечко здобували селітри (важливого складника для виробництва пороху) В 1648 р у Комишні було 1194 господарства).
У грудні 1708 р. містечко було захоплене шведами, які тримали його до березня 1709 р. Із 1781 року Комишня була віднесена до Миргородського повіту Київського намісництва. На 1781 рік там проживало 1145 мешканців господарств козаків — під помічників, 140 — посполитих. Проживало 5 дворян, 14 різночинців і 19 представників духовенства.
За описом 1787 року у містечку вже проживало 3304 мешканці чоловічої статі. Там відбувається три ярмарки на рік та двічі на тиждень — базари.
На час перепису 1859 року у Комишні вже проживають 5170 мешканців чоловічої статі, 925 дворів, 4 церкви, відбувалися 3 ярмарки на рік.
Училище для селян існували які керували протоієрея Івана Стеблинського у 1791—1819 рр., диякона Михайла Мурейка у 1799—1815 рр., . На 1863 рік у містечку проживало 5880 мешканців, діяли винокурний і селітряний заводи. Існувала земська лікарня.

Звідси кобзарство поширилось на Зіньків, а далі — в Лохвицю, Миргород, Пирятин, Гадяч, та на Слобіщину.